# Asymétrie des molécules biologiques

L’alanine, un acide aminé existant sous une forme L (L-Ala) ou D (D-Ala).

L'asymétrie des molécules biologiques, appelée aussi homochiralité (du grec homos, « même », et cheir, « main »), désigne la propriété des molécules du monde vivant qui ont toutes la même chiralité.
Les molécules chirales sont des molécules pouvant exister sous deux formes possibles. Dans le cas des constituants élémentaires du vivant, pour des raisons historiques liées à leur représentation en projection de Fischer, on distingue les énantiomères L (laevus, « gauche », ou lévogyre) et D (dexter, « droite » ou dextrogyre), de la même façon que la main gauche et la main droite sont l'image symétrique l'une de l'autre. On appelle « énantiomères » ces différentes formes. 
L’hétérochiralité caractérise la matière inanimée composée de familles de molécules qui sont, avec une égale probabilité, lévogyres et dextrogyres.
Une analyse poussée des molécules obtenues dans l'expérience de Miller montre que l'on obtient un mélange racémique de molécules (autant de formes droites que de gauches), alors que l'on sait depuis le milieu du XIXe siècle (notamment avec des travaux de Pasteur en 1847) que les acides aminés prébiotiques et les glucides simples naturels n'existent pratiquement que sous une de leurs deux formes énantiomères : la forme L pour les premiers et la forme D pour les seconds.
Se pose alors la question de l'origine de cette asymétrie.
On a cependant retrouvé des traces d'acides aminés D sous forme libre, dans des peptides ou même des protéines. Ces formes, peu fréquentes, auraient par ailleurs des fonctions physiologiques. Dans le monde vivant, on constate cependant que les sucres présents dans l'ADN sont uniquement de type D, ou que les agents de saveur ont un goût différent selon leur forme.

## Théories sur l'origine de l'homochiralité
Deux grandes catégories de théories expliquant l'homochiralité ont été développées dans les années 1950 : les  théories biotiques (appelées aussi théories de la sélection) et les théories abiotiques.
Dans la première, on postule que la vie serait apparue à partir d'un mélange d'énantiomères, et que l'homochiralité ne serait apparue que progressivement au cours de l'évolution. Selon Laurent Nahon, ce type de théorie n'est cependant plus beaucoup soutenu, du fait que l'on a découvert que les protéines ne peuvent se replier correctement si les acides aminés qui les composent ne sont pas chiraux, et aussi du fait que l'asymétrie moléculaire tridimensionnelle est antérieure à l'apparition de la vie. On estimerait donc que l'homochiralité serait plutôt antérieure à l'apparition de la vie, ce sont les théories abiotiques. Parmi les hypothèses développées pour appréhender l'origine du passage de l'hétérochiralité à l'homochiralité (enrichissement chiral en acides aminés prébiotiques), les biologistes proposent le hasard (processus stochastiques), les phénomènes physiques (la force nucléaire faible, les effets magnéto-optiques, la photochirogenèse qui implique la lumière dans la formation des acides aminés chiraux, la chirogenèse interstellaire qui explique la présence de molécules chirales identifiées dans des météorites, des comètes et Mars).

## Cristaux et énantiomères
Les propriétés des cristaux permettent d'imaginer un scénario : certains cristaux inorganiques exposent des faces possédant une chiralité intrinsèque, comme la calcite ou le quartz. Ces faces pourraient adsorber préférentiellement une des deux formes énantiomères et donc la concentrer sélectivement aux dépens de l'autre.
Cependant, rien n'indique que les cristaux aient pu jouer un rôle dans la formation de molécules organiques.

## Asymétrie et thermodynamique
Il a été découvert que la matière est intrinsèquement asymétrique. « Lorsque l'on place des atomes de cobalt dans une géométrie asymétrique, c'est-à-dire dans des champs magnétiques, les électrons produits de la désintégration de neutron se déplacent toujours dans la direction opposée à leur spin (aligné sur le champ). Les électrons sont donc intrinsèquement gauches. » Cette expérience de Tsung Dao Lee et Chen Ning Yang qui reçurent le prix Nobel en 1957 peut être reproduite avec n'importe quel atome. Un gaz de vapeur de césium par exemple dans un champ électromagnétique a un pouvoir rotatoire. C'est ce sur quoi a travaillé Marie-Anne Bouchiat, directrice de recherche CNRS à l'ENS. Ce phénomène est facilement observable sur les atomes lourds car la force mise en jeu est la force d'interaction faible entre le noyau et l'électron.
Ainsi il a été calculé que les acides aminés naturels sont thermodynamiquement plus stables que leur image dans un miroir.

## Formation d'énantiomères dans l'espace

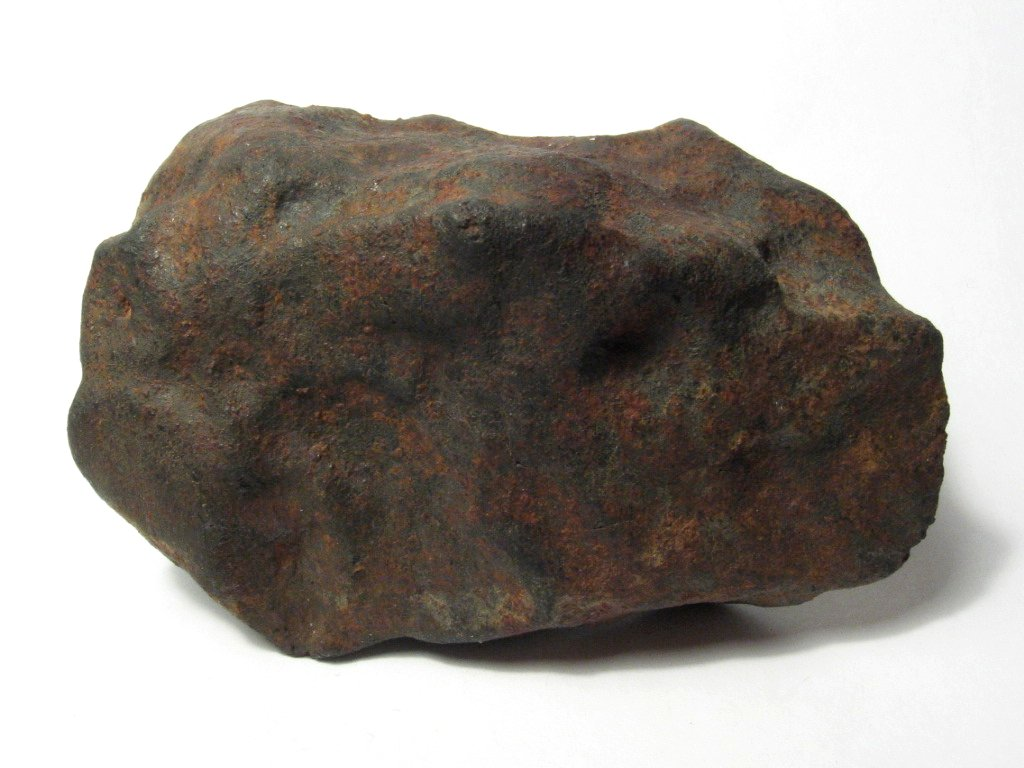
Une météorite.

Dans les années 1970, des acides aminés ont été découverts dans la météorite de Murchison. Des chercheurs[Lesquels ?] ont tenté de démontrer qu'ils étaient présents majoritairement sous leur forme L. On[Qui ?] a ainsi découvert 70 acides aminés différents, dont 3 seulement font partie des 20 acides aminés biologiques[réf. nécessaire]. Du fait des possibilités de contamination, il est malaisé de déterminer la proportion exacte[réf. souhaitée].
L'idée que l'homochiralité aurait pour origine des molécules venues de l'espace s'est donc développée.
Les énantiomères absorbent différemment la lumière lorsque celle-ci est polarisée « circulairement » droite ou gauche. Or, ces molécules se dégradent après absorption, conduisant donc à un excès d'une forme énantiomérique.

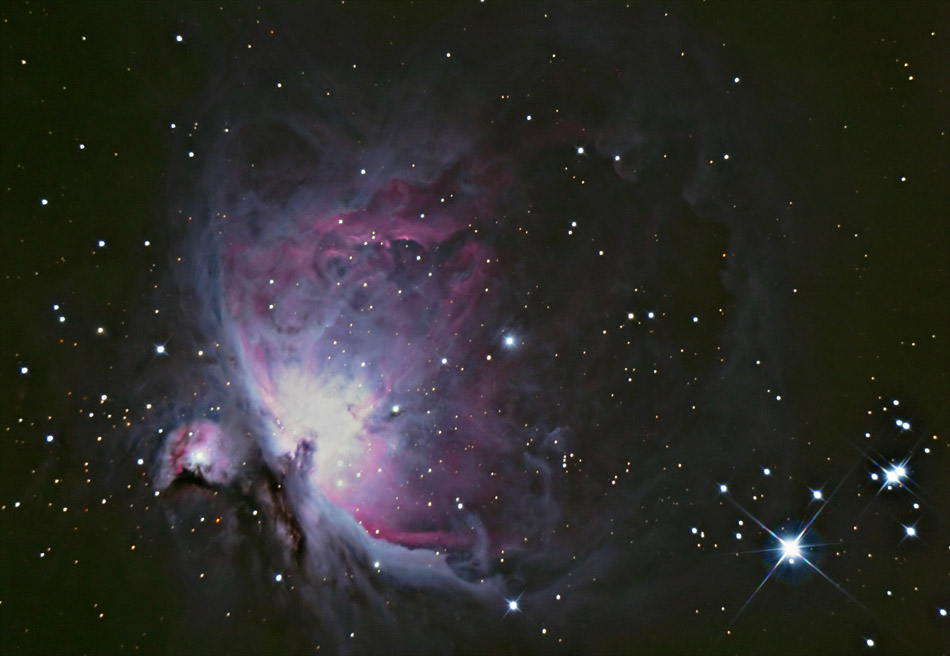
La nébuleuse d’Orion.

On a découvert, en 1997, que la nébuleuse d'Orion produit de la lumière polarisée circulaire à 17 % dans l'infrarouge (IR). L'infrarouge n'a pas assez d'énergie pour casser des liaisons covalentes, mais on peut supposer que les ultraviolets (UV) sont également polarisés circulairement.
Une expérience menée en 2005 a montré qu'un mélange racémique d’un acide aminé simple irradié par un rayonnement UV conduit à un mélange homochiral. Dans cette expérience, la leucine est utilisée à l'état solide, reproduisant les conditions spatiales. Après une irradiation par un rayonnement synchrotron polarisé circulairement droit (proche de la longueur d'onde observée dans l'espace, dans l'UV lointain), l'expérience permet d'obtenir un excès de l'énantiomère L de 2,6 %.
Or, il suffit d'un excès de 1 % dans des réactions qui s'entretiennent pour conduire à un mélange homochiral de 100 %. D'après Laurent Nahon, aucune expérience liée à des théories concurrentes n'est parvenue à un tel excès.

## Stabilité des chaînes peptidiques
Les polypeptides sont plus stables quand ils sont formés par des acides aminés de même forme, qu'ils soient tous L ou tous D. Une chaîne composée d'un mélange des deux sortes d'isomères ne serait pas stable, parce que quand un acide aminé L est associé à un D, les deux chaînes latérales dépassent du même côté, conduisant à une tension structurelle qui affaiblit la liaison chimique.
Du moment que l'avantage sélectif appartient aux cycles qui produisent leurs propres catalyseurs, il suffit que le premier polypeptide impliqué dans un cycle favorable ait été composé de L pour que sa synthèse elle-même ait par la suite favorisé ce type de composé.